# 프레사그란디나리아
프레사그란디나리아(이탈리아어: Fresagrandinaria)는 이탈리아 아브루초주 키에티도에 있는 코무네이다.